# Amphoe Non Sung

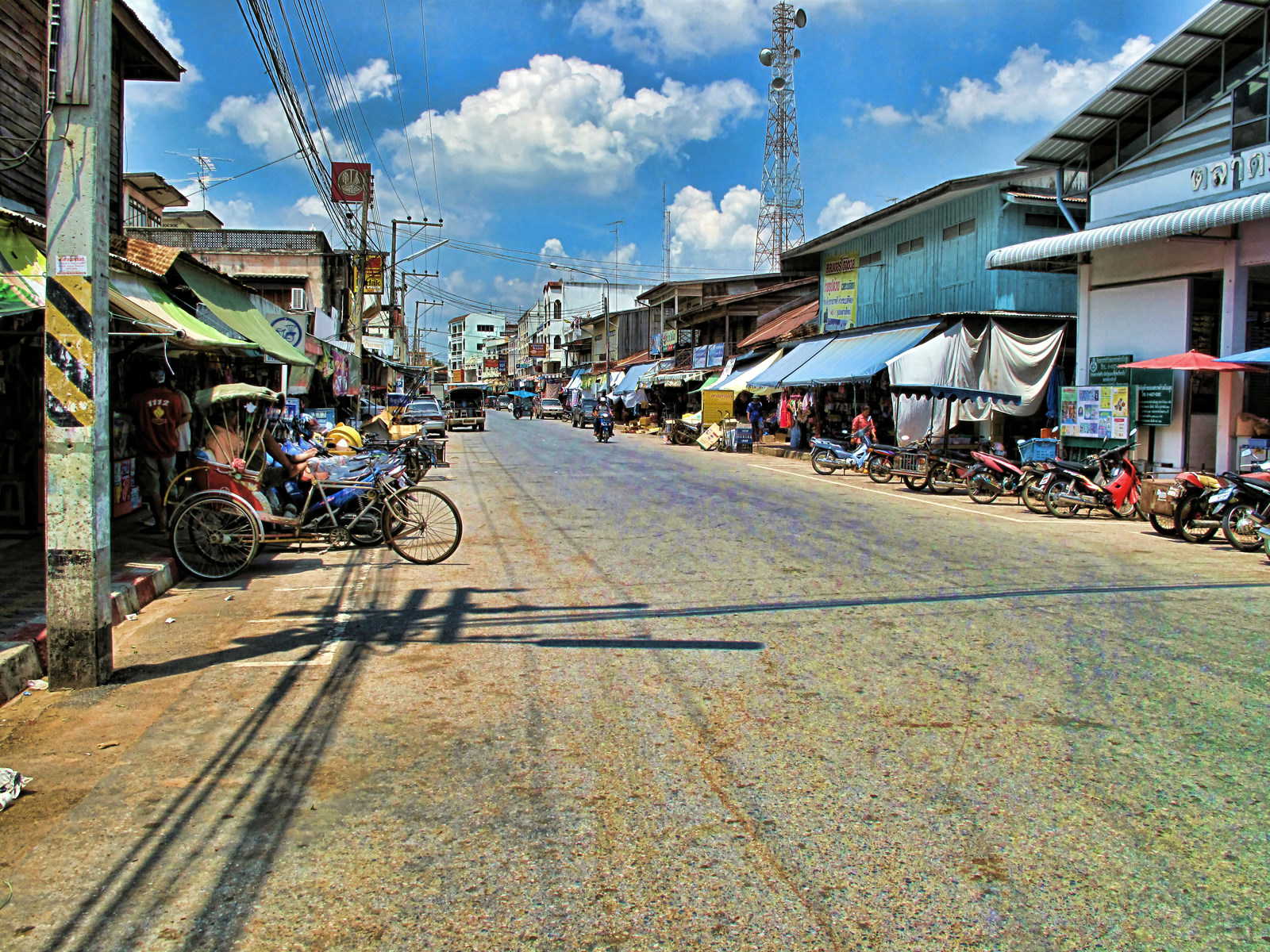
Am Markt von Non Sung

Amphoe Non Sung (Thai: อำเภอ โนนสูง) ist ein Landkreis (Amphoe – Verwaltungs-Distrikt) im Zentrum der Provinz Nakhon Ratchasima. Die Provinz Nakhon Ratchasima liegt in der Nordostregion von Thailand, dem so genannten Isan. 

## Etymologie
Der alte Name des Kreises war Klang. Das Wort Klang ist Thailändisch für Mitte. Dies bezog sich auf die Lage zwischen den Landkreisen Nok („außen“, heute Amphoe Bua Yai) und Nai („innen“, heute Amphoe Mueang Nakhon Ratchasima).
Als die Thais am Anfang des 20. Jahrhunderts einen thailändischen Familiennamen wählen mussten, entschieden sich viele Einwohner dieses Bezirks für einen Namen, der Klang enthielt.

## Geographie
Benachbarte Distrikte (von Norden im Uhrzeigersinn): die Amphoe Khong, Phimai, Chakkarat, Chaloem Phra Kiat, Mueang Nakhon Ratchasima, Non Thai und Kham Sakaesaeng – alle Landkreise liegen in der Provinz Nakhon Ratchasima.

## Geschichte
1939 wurde der Name von Non Wat in den heutigen Namen Non Sung geändert.

## Archäologie
Ban Non Wat, ein Dorf des Landkreises, ist eine wichtige archäologische Stätte der Bronzezeit.

## Verkehr
Non Sung verfügt über einen Bahnhof an der Nordostlinie der thailändischen Eisenbahn (Strecke Nakhon Ratchasima–Nong Khai). Durch den Bezirk führt die Thanon Mittraphap („Straße der Freundschaft“; Nationalstraße 2).

## Verwaltung

### Provinzverwaltung
Der Landkreis Non Sung ist in 16 Tambon („Unterbezirke“ oder „Gemeinden“) eingeteilt, die sich weiter in 195 Muban („Dörfer“) unterteilen.
| Nr. | Name           | Thai       | Muban | Einw.  |
| --- | -------------- | ---------- | ----- | ------ |
| 1.  | Non Sung       | โนนสูง      | 0-    | 09.847 |
| 2.  | Mai            | ใหม่        | 16    | 12.342 |
| 3.  | Tanot          | โตนด       | 12    | 07.622 |
| 4.  | Bing           | บิง         | 12    | 06.763 |
| 5.  | Don Chomphu    | ดอนชมพู     | 13    | 07.819 |
| 6.  | Than Prasat    | ธารปราสาท  | 19    | 10.443 |
| 7.  | Lum Khao       | หลุมข้าว     | 17    | 10.266 |
| 8.  | Makha          | มะค่า       | 15    | 10.201 |
| 9.  | Phon Songkhram | พลสงคราม   | 15    | 08.669 |
| 10. | Chan-at        | จันอัด       | 08    | 04.971 |
| 11. | Kham Thao      | ขามเฒ่า     | 15    | 06.207 |
| 12. | Dan Khla       | ด่านคล้า     | 14    | 08.523 |
| 13. | Lam Kho Hong   | ลำคอหงษ์    | 12    | 06.626 |
| 14. | Mueang Prasat  | เมืองปราสาท | 13    | 07.495 |
| 15. | Don Wai        | ดอนหวาย    | 07    | 03.548 |
| 16. | Lam Mun        | ลำมูล       | 07    | 05.722 |

### Lokalverwaltung
Es gibt sechs Kommunen mit „Kleinstadt“-Status (Thesaban Tambon) im Landkreis:
- Non Sung (Thai: เทศบาลตำบลโนนสูง) besteht aus dem gesamten Tambon Non Sung.
- Talat Khae (Thai: เทศบาลตำบลตลาดแค) besteht aus Teilen des Tambon Than Prasat.
- Makha (Thai: เทศบาลตำบลมะค่า) besteht aus Teilen des Tambon Makha.
- Don Wai (Thai: เทศบาลตำบลดอนหวาย) besteht aus dem gesamten Tambon Don Wai,
- Mai (Thai: เทศบาลตำบลใหม่) besteht aus dem gesamten Tambon Mai.
- Dan Khla (Thai: เทศบาลตำบลด่านคล้า) besteht aus dem gesamten Tambon Dan Khla.

Außerdem gibt es zwölf „Tambon-Verwaltungsorganisationen“ (องค์การบริหารส่วนตำบล – Tambon Administrative Organizations, TAO):
- Tanot (Thai: องค์การบริหารส่วนตำบลโตนด)
- Bing (Thai: องค์การบริหารส่วนตำบลบิง)
- Don Chomphu (Thai: องค์การบริหารส่วนตำบลดอนชมพู)
- Than Prasat (Thai: องค์การบริหารส่วนตำบลธารปราสาท)
- Lum Khao (Thai: องค์การบริหารส่วนตำบลหลุมข้าว)
- Makha (Thai: องค์การบริหารส่วนตำบลมะค่า)
- Phon Songkhram (Thai: องค์การบริหารส่วนตำบลพลสงคราม)
- Chan-at (Thai: องค์การบริหารส่วนตำบลจันอัด)
- Kham Thao (Thai: องค์การบริหารส่วนตำบลขามเฒ่า)
- Lam Kho Hong (Thai: องค์การบริหารส่วนตำบลลำคอหงษ์)
- Mueang Prasat (Thai: องค์การบริหารส่วนตำบลเมืองปราสาท)
- Lam Mun (Thai: องค์การบริหารส่วนตำบลลำมูล)